# Bate (Nova Gorica)
Bate (olasz nyelven: Battaglia della Bainsizza, vagy Bainsizza San Lorenzo) falu Szlovéniában, a Goriška statisztikai régióban, a Banjšice-fennsíkon. Közigazgatásilag Nova Goricához tartozik. Lakosságának száma 165 fő. Bate közös önkormányzattal rendelkezik a közeli Grgarske Ravne községgel. A településhez tartozó kisebb településrészek a következők: Dolenji Konec, Gorenji Konec, Na Placu, and Breščaki in the main settlement, as well as Čafarini, Humarji, Sveto, Ježevec, Madoni, Jelaršče, Pičulini, Podlaka, Sedevčiči, and Čeferinovšče.

## Nevének eredete
A Bate elnevezés feltételezhetően a Velencei Köztársaság idejéből származó Veneti szó, szótövének rövidített és torzult írásképű változata. Az úgy nevezett Julian March idején a települést az olaszok Battaglia della Bainsizza , azaz a Banjšice-fennsík-i csata néven illették, hogy így fejezzék ki tiszteletüket a Tizenegyedik isonzói csata előtt, amely a környéken zajlott. A település olasz neve korábban Bainsizza San Lorenzo volt.

## Történelme
A települést az első világháború jelentős mértékben érintette, mert az olasz csapatok Batén és a Banjšice-fennsíkon keltek át. Egy első világháborús emléktábla jelöli az olasz előrenyomulás emlékét Sveto településrészben. Számos hagyományos, régi építészeti elemet tartalmazó épület veszett oda a világháború során, ám ezeket a későbbiekben sikerült felújítani. A település területén található egy az Osztrák–Magyar Monarchia katonáit rejtő, elhagyatott katonai temető, amely mintegy 5000 itt elesett katona végső nyughelyéül szolgál. A katonák jelöletlen sírokban nyugszanak.

## Fordítás
- Ez a szócikk részben vagy egészben  a   Bate, Nova Gorica című angol Wikipédia-szócikk ezen változatának fordításán alapul.  Az eredeti cikk szerkesztőit annak laptörténete sorolja fel. Ez a jelzés csupán a megfogalmazás eredetét és a szerzői jogokat jelzi, nem szolgál a cikkben szereplő információk forrásmegjelöléseként.